# Harari (peuple)
Pour les articles homonymes, voir Harari.
Les Harari (ou Hareri ou Aderi) sont une population de la Corne de l'Afrique, vivant dans l'est de l'Éthiopie, dans la Région Harar. Cependant la plupart vivent aujourd'hui à Addis-Abeba.

## Population

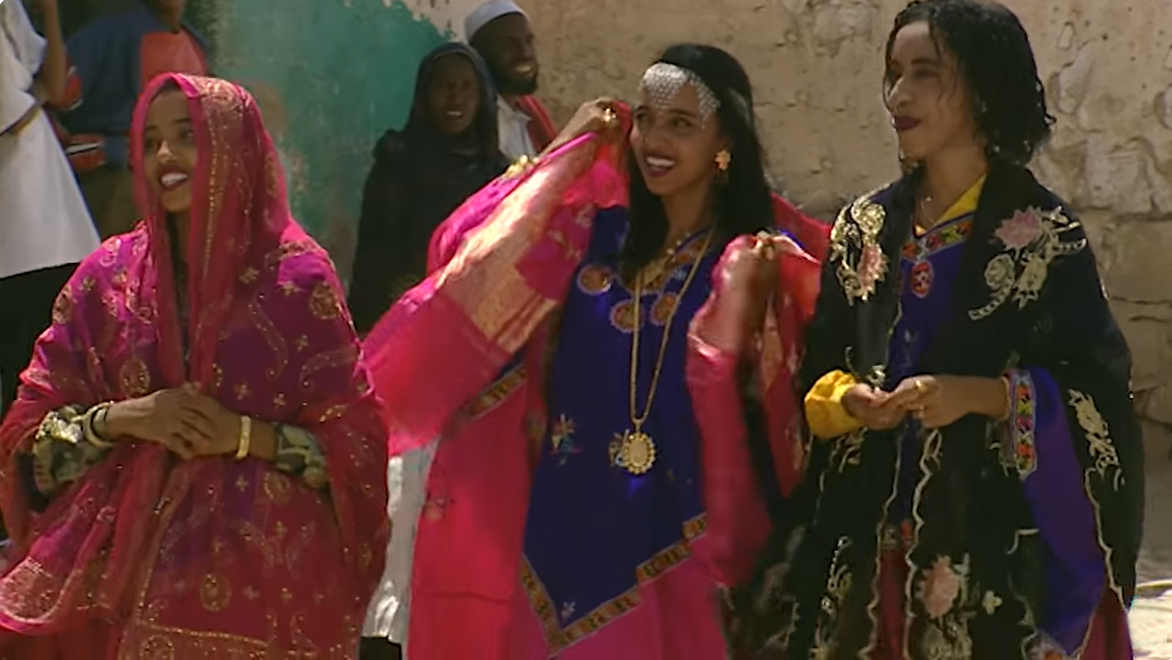
Jeunes femmes hararies

En Éthiopie, lors du recensement de 2007 portant sur une population totale de 73 750 932 personnes, 31 722 se sont déclarées « Harari ».

## Histoire
Les Harlas, un peuple de langue afro-asiatique disparu originaire du Hararghe, sont considérés par la plupart des chercheurs comme les précurseurs du peuple Harari. Les ancêtres des Hararis ont traversé le Bab-el-Mandeb, s'installant sur les côtes de la Somalie et s'étendant plus tard vers l'intérieur, produisant une population de langue sémitique parmi les peuples couchitiques et non afroasiatiques dans ce qui allait devenir Harar. On pensait que ces premiers colons sémitiques de la région étaient de souche Hadhrami.

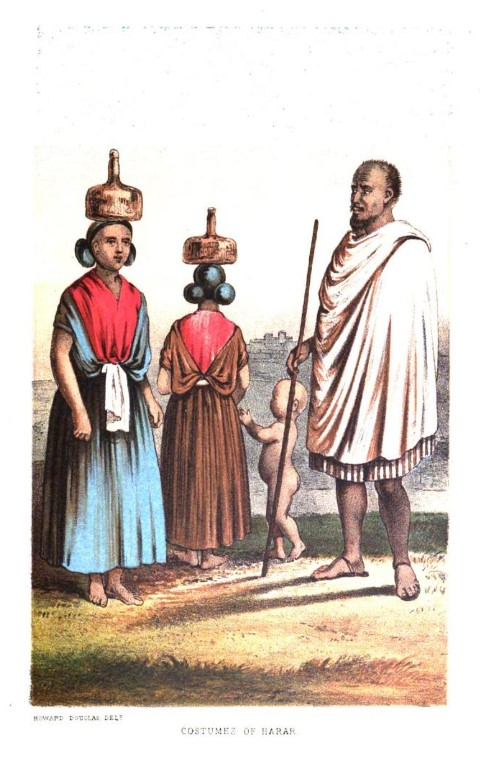
Illustration des costumes du peuple Harari par Richard Burton.

Cheikh Abadir, le légendaire patriarche des Hararis, serait arrivé sur le plateau de Harar au début du XIIIe siècle, où il fut accueilli par les peuples Harla, Gaturi et Argobba. Au Moyen Âge, les Hararis dirigés par Abadir seraient entrés en conflit avec le peuple Shirazi qui occupait la côte somalienne. Au XIIIe siècle, les Hararis faisaient partie des administrateurs du sultanat d'Ifat. Lors des raids du XIVe siècle sur la ville Harari de Get (Gey) par l'empereur abyssin Amda Seyon Ier, les Hararis sont appelés Harlas. L'État Ifat sous Haqq ad-Din II a déplacé sa base sur le plateau Harari (Adal) au XIVe siècle. Un royaume d'alliance s'ensuivit entre les peuples Argobba et Harari, désigné le sultanat d'Adal qui comprenait plus tard les peuples Afar et Somali. Au XVIe siècle, sous Ahmed ibn Ibrahim al-Ghazi, l'État Harari s'étendait sur une grande partie de la Corne de l'Afrique. Pendant la guerre éthiopienne-Adal, certaines milices Harari (malassay) se sont installées sur le territoire Gurage, formant le peuple Siltʼe.
Au XVIe siècle, les murs construits autour de la ville de Harar sous le règne de l'émir Nur ibn Mujahid ont contribué à préserver l'identité Harari de l'assimilation par les Oromo. Les Hararis confinés dans la ville fortifiée sont devenus les derniers vestiges d'un groupe ethnique autrefois important qui habitait la région. Selon Ulrich Braukämper, les Harla-Harari étaient très probablement actifs dans la région avant l'invasion islamique de l'Éthiopie par le sultanat d'Adal.
Le XVIe siècle a vu les Oromos envahir les régions de la Corne de l'Afrique, depuis les zones nord d'Hargeisa jusqu'à ses parties sud telles que le Bas-Juba, incorporant le peuple Harari. Les Hararis étaient furieux lorsque Muhammad Gasa décida de déplacer la capitale du sultanat d'Adal de Harar à Aussa en 1577 en réponse aux menaces des Oromos. Moins d'un an après son déménagement, Adal s'effondrerait. Les imams Harari ont continué à être présents dans la région sud de l'Afar sous l'imamat d'Aussa jusqu'à ce qu'ils soient renversés au XVIIIe siècle par la dynastie Mudaito, qui a ensuite établi le sultanat d'Aussa.
Parmi les peuples assimilés se trouvaient des Arabes musulmans arrivés au début de la période islamique, ainsi que des Argobba et d'autres migrants attirés par la culture bien développée de Harar. Les statistiques prouvent qu'un peuple de langue sémitique apparenté aux Harari aurait pu habiter une étendue de terre située entre les montagnes de Karkaar, le milieu Awash et Jijiga. Les migrations Oromo ont effectivement divisé ce bloc ethnolinguistique putatif entre les îles du lac Zway, le territoire Gurage et Harar. À la suite du déclin de l'ascendant du sultanat Adal dans la région, un grand nombre de Harari auraient été à leur tour absorbés dans la communauté Oromo. Durant la période de l'Émirat de Harar, Les Hararis ont envoyé des missionnaires pour convertir les Oromos à l'islam. Les Hararis ont soutenu l'empereur d'Éthiopie Lij Iyasu, désigné mais non couronné, et ses efforts présumés pour faire de Harar la capitale d'un empire islamique africain. Iyasu fut cependant renversé en 1916 et nombre de ses partisans Harari furent emprisonnés.
Aujourd'hui, les Hararis sont dépassés en nombre dans leur propre État par les peuples Amhara et Oromo. Sous l’administration de Meles Zenawi, les Hararis avaient été extrêmement favorisés. Ils ont repris le contrôle de leur région d'Harar et ont obtenu des droits spéciaux non offerts aux autres groupes de la région. Selon l'universitaire Sarah Vaughan, l'État régional national du peuple Harari a été créé pour renverser les relations historiquement mauvaises entre Harar et le gouvernement éthiopien.
Les Hararis étaient auparavant connus sous le nom d'« Adéré », bien que ce terme soit désormais considéré comme péjoratif.

## Langue
Leur langue est le harari, une langue sémitique dont le nombre de locuteurs était de 21 300 lors du recensement de 1994. Cette langue est liée aux langues Gurage orientales et similaire au Zay et au Silt'e, qui sont toutes liées à la langue sémitisée Harla. Le vieux Harari avait déjà de nombreux emprunts arabes, prouvés par les textes anciens. Les dialectes somaliens du nord utilisent des emprunts harari. Les chants Zeila d'origine du XIIIe siècle, populaires au Somaliland, sont considérés comme utilisant le vieux harari. Les historiens affirment que la langue parlée par les imams et les sultans d'Adal ressemblerait beaucoup à la langue harari contemporaine.
Le Harari moderne est davantage influencé par l'Oromo que par le Somali et la présence de l'arabe est toujours là. Après la conquête égyptienne du Harar au XVIIIe siècle, de nombreux mots ont également été empruntés à l'arabe égyptien.
La langue Harari était historiquement écrite en arabe et en caractères connus sous le nom d'« écriture secrète Harari ». Plus récemment, dans les années 1990, elle a été transcrite avec l'écriture Ge'ez. Le Harari est également couramment écrit en latin en dehors de l'Éthiopie.

## Religion
Pratiquement tous les Hararis sont musulmans sunnites. Le premier Kabir, ou enseignant islamique de la communauté était Aw Sofi Yahya, un érudit Harari qui était contemporain du saint patron de Harar appelé Shaykh Abadir et c'est de lui que la première école coranique a été construite à environ 10 kilomètres (6,2 mi). au sud du centre-ville. Le courant prédominant ou l'auto-identification adopté par le peuple Harari est l'islam sunnite ou non confessionnel.

## Diaspora
Il existe une population Harari considérable à Djibouti, en Arabie Saoudite, en Somalie et au Yémen. Le peuple Harari s'est également répandu dans toute l'Amérique du Nord, principalement à Washington D.C., Atlanta, Toronto, Dallas, Los Angeles et Memphis. En outre, une minorité du peuple Harari vit en Europe dans des pays comme l'Allemagne, la Suisse, l'Autriche, la Suède et le Royaume-Uni, ainsi qu'en dehors de l'Europe, en Australie.

## Art de la vannerie

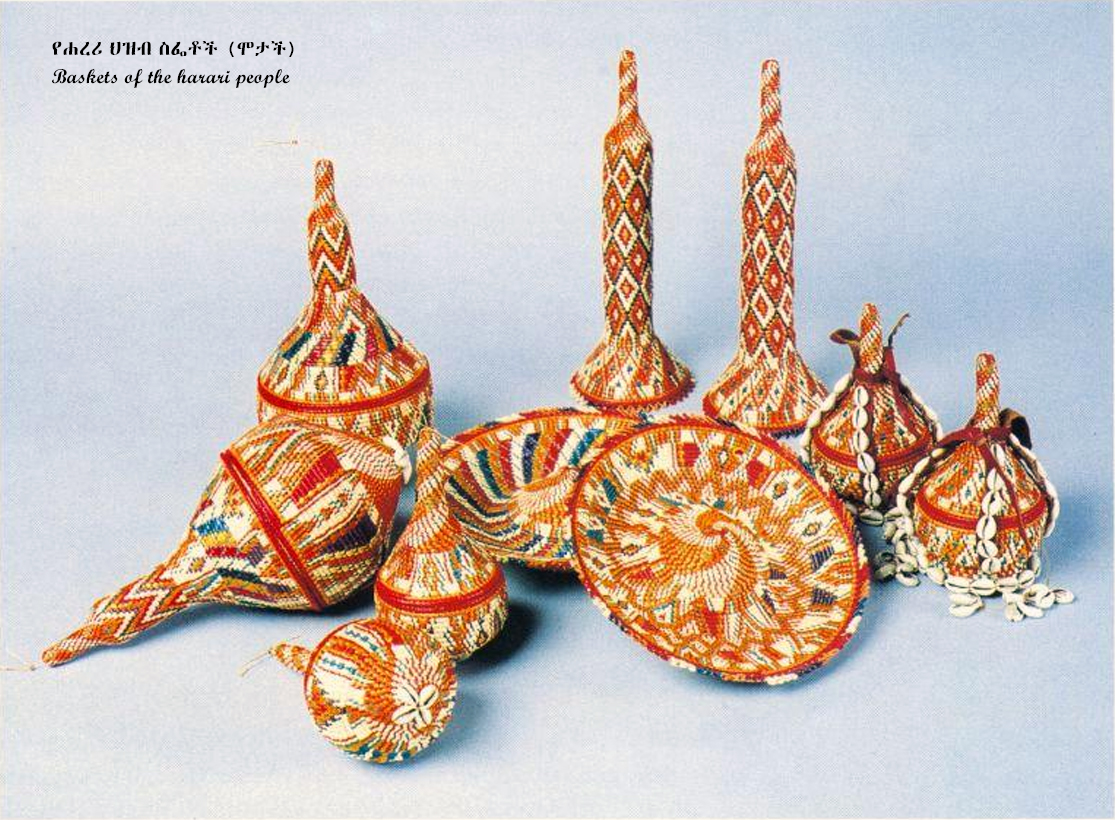
Paniers traditionnels Hararis de la catégorie "Mot" (Harari = ጌይ ሞት), aujourd'hui enregistrés et reconnus internationalement.

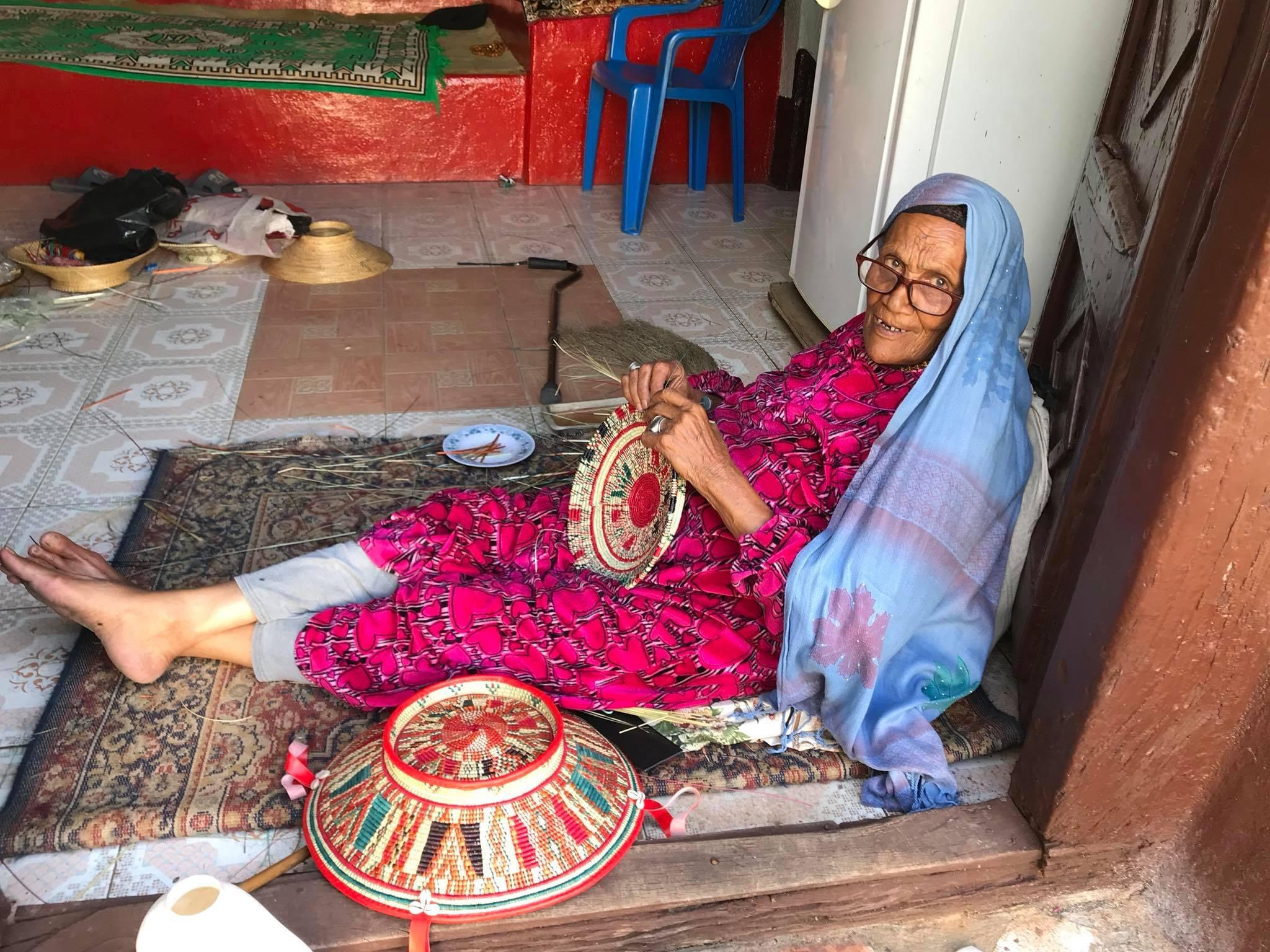
Dame hararie fabriquant une paire de Hamat Mot, le plus cher et prisé des paniers Hararis.

Les Hararis sont connus pour leur habileté à travailler les fibres végétales pour créer des paniers colorés et décorés de motifs géométriques complexes. Réputés en Éthiopie pour leur qualité et leur beauté, ils sont souvent utilisés par la communauté Hararie pour les grandes occasions tels que les mariages, les deuils, les fêtes, ou encore pour la décoration de maison. De plus, le Mesob (table traditionnelle en vannerie) a été inventé par le peuple Harari. Les paniers Hararis sont considérés comme des objets artisanaux de grande valeur, principalement utilisés par les familles hararies les plus aisées, et sont hautement appréciés et prisés non seulement localement, mais aussi sur le marché de l'artisanat éthiopien et auprès des collectionneurs d'objets artisanaux dans le monde entier. Ils sont un exemple remarquable de l'artisanat traditionnel éthiopien et témoignent de la richesse culturelle de la région de Harar.

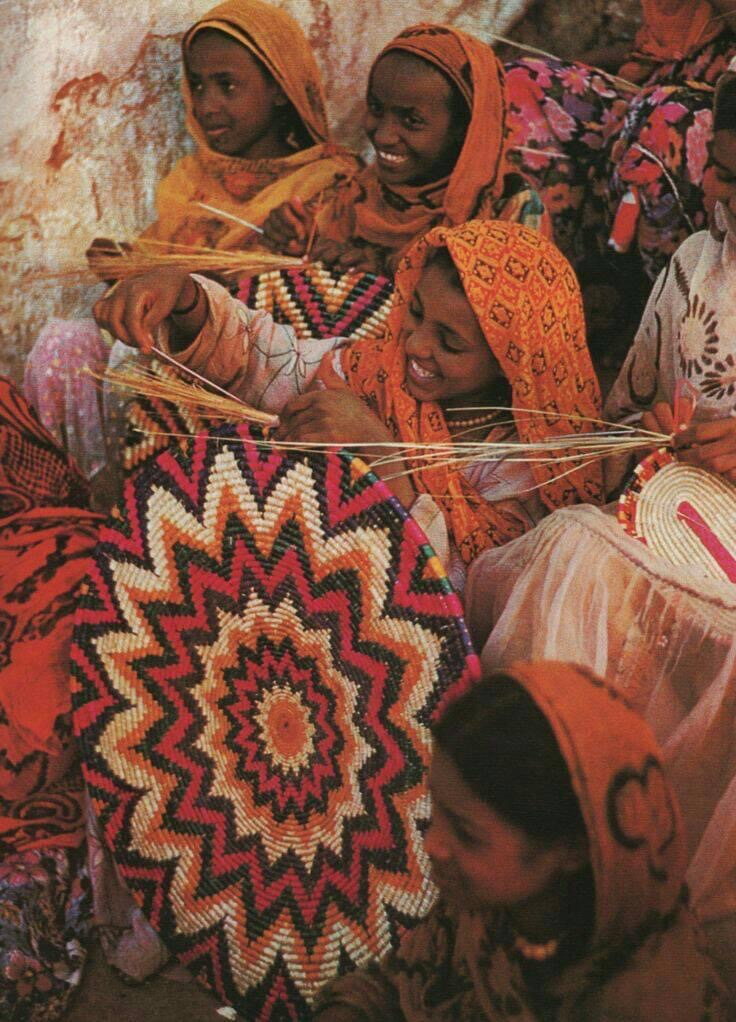
Jeunes filles Hararies tissant des paniers décoratifs dans les années 70.

## Maisons Hararies

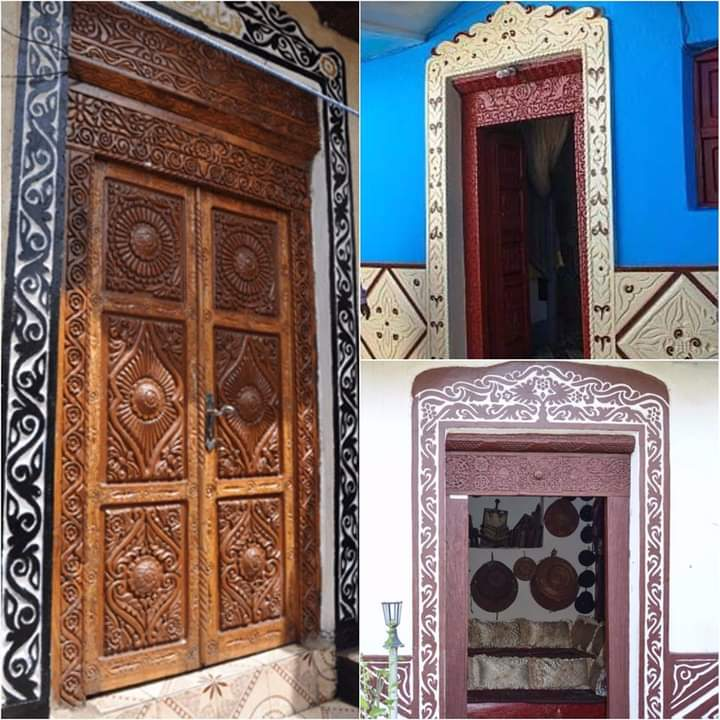
Portes des maisons hararies, sculptées dans la pierre et le bois.

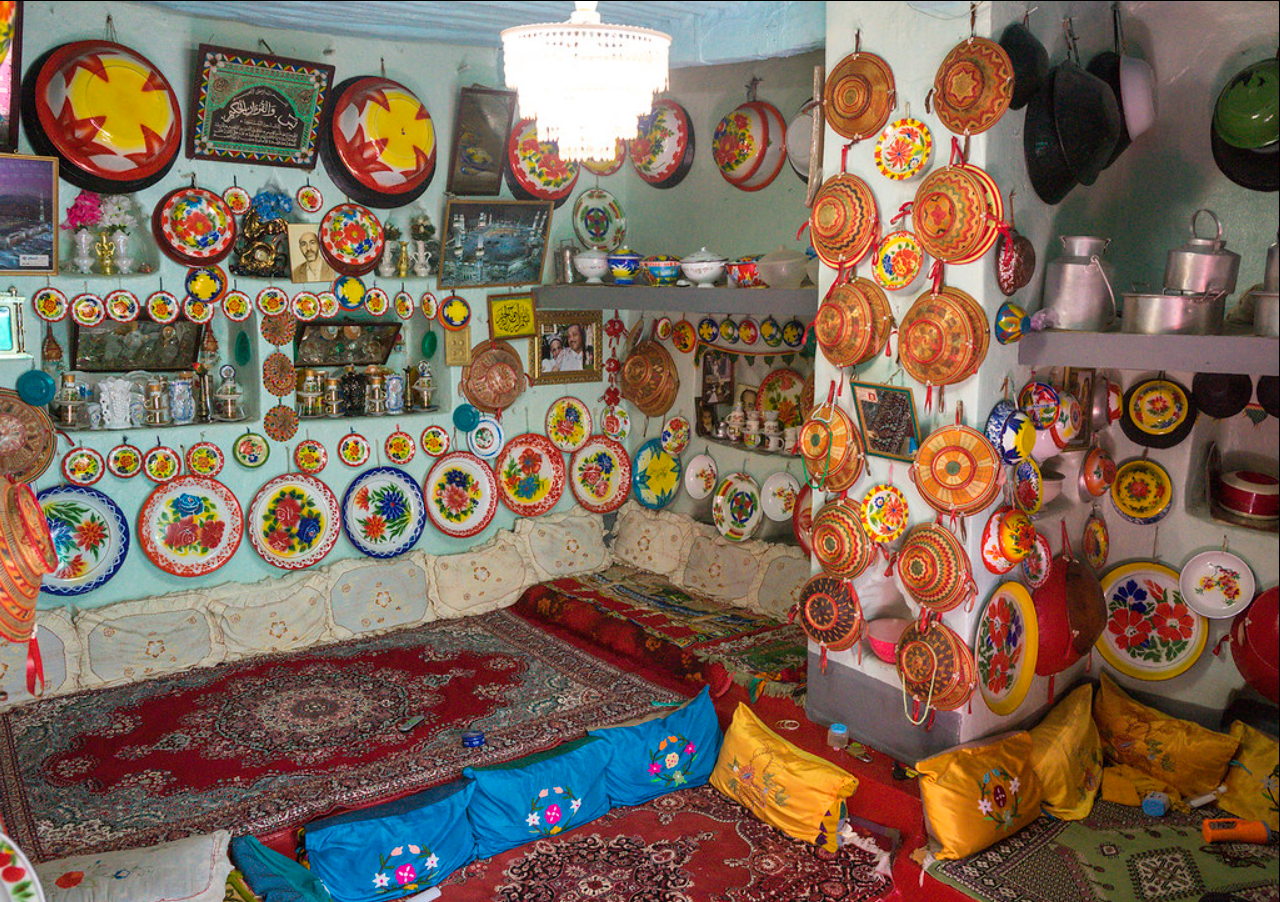
Pièce principale d'une maison Harari (ጌይ ጋር)

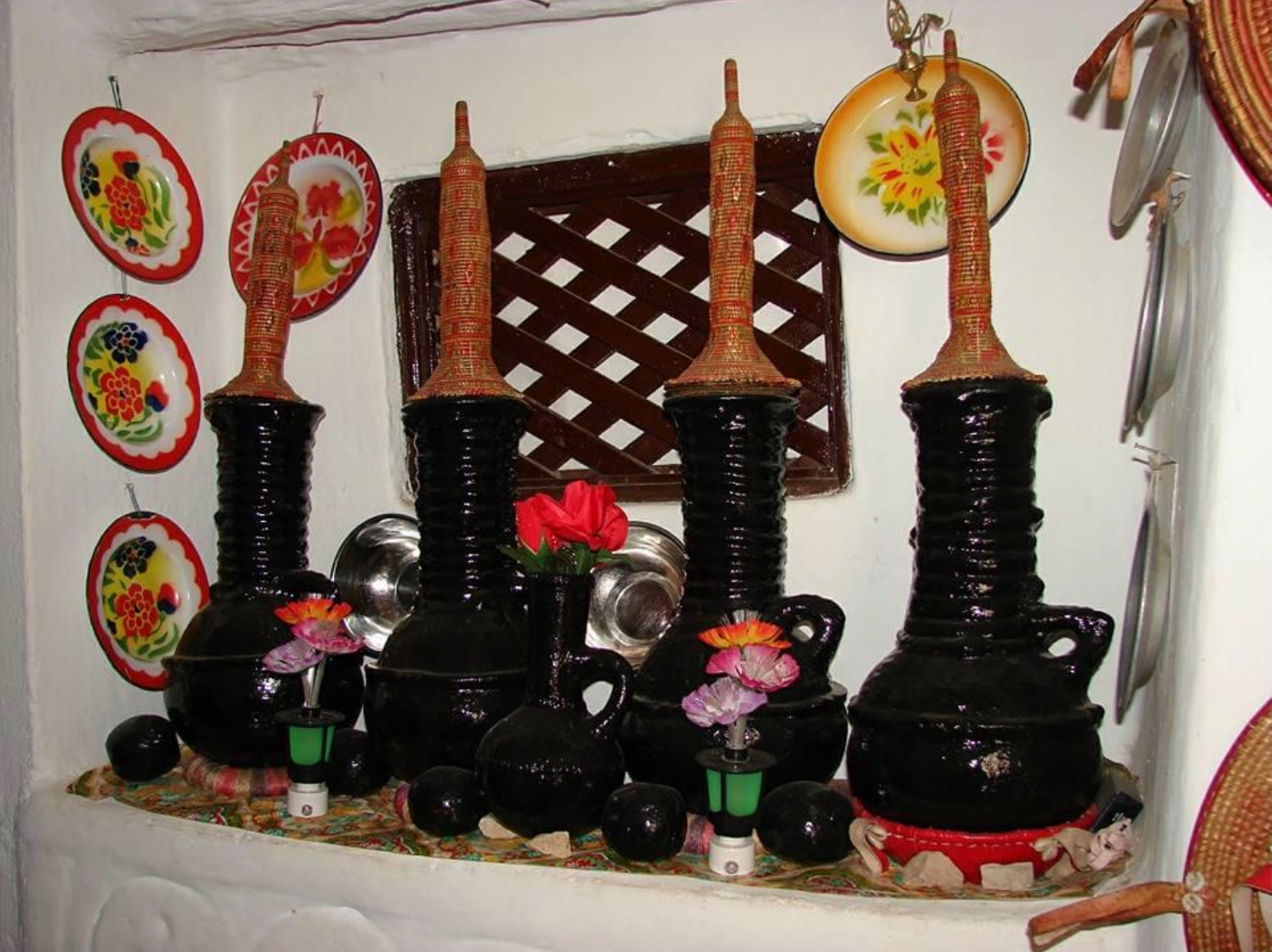
Pots Aflalas dans une maison Harari

Les maisons hararies sont connues pour être richement décorées de magnifiques paniers muraux aux motifs très complexes (fabriqués par les femmes hararies), ainsi que d'assiettes émaillées aux motifs floraux (assiettes importées en Éthiopie après la Seconde Guerre mondiale par des commerçants japonais). Le rez-de-chaussée abrite cuisine et séjour. La pièce principale comporte de grandes marches recouvertes de tapis et de coussins, appelées "Nedeba", ou les  membres de la famille et les invités prennent place en fonction de leur rang. Les étages sont consacrés aux chambres à coucher. Chez les familles les plus aisées, 4 pots, appelés "Aflala", sont placés sur une étagère en pierre, sculptée dans le mur, où tous les biens de valeur étaient stockés, comme l'or, la monnaie, la médecine et les grains de café.